# Irura
Irura – gmina w Hiszpanii, w prowincji Guipúzcoa, w Kraju Basków, o powierzchni 2,99 km². W 2011 roku gmina liczyła 1640 mieszkańców.